# Myung Joon-jae
Myung Joon-jae (tiếng Hàn: 명준재; sinh ngày 2 tháng 7 năm 1994) là một cầu thủ bóng đá người Hàn Quốc hiện đang thi đấu ở vị trí tiền vệ cho Jeonbuk Hyundai Motors.

## Sự nghiệp
Myung gia nhập Jeonbuk Hyundai Motors năm 2016. Ngày 26 tháng 12 năm 2016, anh được cho mượn đến đội bóng K League Challenge Seoul E-Land.